# Tatiana Rentería
Tatiana Rentería (n. 22 decembrie 2000, Buenaventura⁠(d), Valle del Cauca⁠(d), Columbia) este o luptătoare ce a reprezentat Columbia, medaliată olimpică. A participat la o ediție a Jocurilor Olimpice (2024) în care a câștigat o medalie de bronz.